# Шьонбрун
Дворецът Шьонбрун (на немски: Schloss Schönbrunn; на български се среща и Шонбрун) във Виена е сред най-големите атракции на Австрия и от 1860 г. е сред главните туристически забележителности на Виена.
ЮНЕСКО го включва заедно с градините в списъка на световното културно наследство като забележителен бароков ансамбъл, пример за съчетание с изкуството. Дворецът и градините отразяват вкуса, интересите и аспирациите на Хабсбургите.

## Ранна история
През 1569 г. императорът на Свещената Римска империя Максимилиан II купува мястото, където сега се намира паркът на Шьонбрун. Проявява интерес и към новооткрития зоопарк (Зоологическа градина Шьонбрун) и постановява не само начина на отглеждане на диви животни, но и на редки и екзотични растения. С право е наречен на основателя на аранжировката на градини Шьонбрун.
Новото име Schönbrunn („прекрасен кладенец“) идва от воден кладенец, който се използвал от императорския двор във Виена. През следващия век членовете на австрийската императорска фамилия прекарвали летните си ваканции и лова тук. По време на турската обсада е бил толкова разрушен, че е изглеждало невъзможно да бъде възстановен.

## Модерен дворец
Император Леополд I нарежда да се построи нов дворец. Строежът започва през 1696 г. и след 3 години се настанява в новопостроената средна част.
Не оцелява много от първоначалния дворец през следващия век, защото всеки император добавял или променял по нещо от интериора и екстериора. По нареждане на императрица Мария Тереза Шьонбрун е преобразуван в стил рококо и в края на т.нар. епоха на Тереза е истински център на Австрийската империя и императорската фамилия.
През XIX век едно име е свързано с Шьонбрун – император Франц Йозеф. Той прекарва по-голямата част от живота си тук и умира през 1916 г. в спалнята си. През управлението си той гледа на двореца като на истинско произведение на изкуството и го преустройва според историята му.
Дворцовият комплекс включва също и римски развалини и оранжерия, задължителни части на дворците от този тип.

## Съвременна история
След падането на монархията през 1918 г. новооснованата Австрийска република става собственик на двореца Шьонбрун и отваря красивите стаи и зали за посетители. През ХХ век е място на редица събития, като историческата среща между Джон Кенеди и Никита Хрушчов през 1961 г. ЮНЕСКО включва Шьонбрун в списъка на световното културно наследство през 1996 г.

## Галерия
- Изглед към двореца от градините
- Глориет на върха на хълма зад двореца
- Палмовият павилион (оранжерията) в градината